# Liste der Naturschutzgebiete in der Freien Hansestadt Bremen
Diese sortierbare Liste enthält alle 20 Naturschutzgebiete in der Freien Hansestadt Bremen (Stand: Februar 2017). Namen und Nummern entsprechen der Veröffentlichung der obersten Naturschutzbehörde.

## Liste
| Name des Gebietes                    | Bild           | Kennung | WDPA      | Stadt- bzw. Ortsteil                                | Beschreibung / Bemerkungen | Standort | Fläche in Hektar | Datum der Verordnung |
| ------------------------------------ | -------------- | ------- | --------- | --------------------------------------------------- | -------------------------- | -------- | ---------------- | -------------------- |
| Vogelschutzgebiet Arsten Habenhausen | weitere Bilder | 1       | 82817     | Bremen-Obervieland                                  |                            | Position | 1                | 12. Dezember 1950    |
| Vogelschutzgehölz Sodenmatt          | weitere Bilder | 2       | 82599     | Bremen-Huchting                                     |                            | Position | 1,2              | 29. Juli 1963        |
| Düllhamm                             | weitere Bilder | 3       | 162817    | Bremerhaven-Surheide                                |                            | Position | 4,3              | 13. Juli 1984        |
| Westliches Hollerland (Leherfeld)    | weitere Bilder | 4       | 166278    | Bremen-Horn-Lehe                                    |                            | Position | 293              | 3. April 1985        |
| Kuhgrabensee                         | weitere Bilder | 5       | 164281    | Bremen-Blockland                                    |                            | Position | 32,3             | 13. Juli 1984        |
| Hammersbecker Wiesen                 | weitere Bilder | 6       | 163516    | Bremen-Vegesack                                     |                            | Position | 25,8             | 22. Juli 1986        |
| Borgfelder Wümmewiesen               | weitere Bilder | 7       | 162497    | Bremen-Borgfeld, Bremen-Oberneuland                 |                            | Position | 688              | 3. April 1987        |
| Eispohl, Sandwehen und Heideweiher   | weitere Bilder | 8       | 162904    | Bremen-Blumenthal                                   |                            | Position | 35,4             | 1. Juli 1988         |
| Neue Weser                           | weitere Bilder | 9       | 164788    | Bremen-Obervieland                                  |                            | Position | 34,8             | 28. Dezember 1988    |
| Dunger See                           | weitere Bilder | 10      | 162823    | Bremen-Burglesum                                    |                            | Position | 33               | 18. Juli 1990        |
| Am Stadtwaldsee (Uni-Wildnis)        | weitere Bilder | 11      | 162185    | Bremen-Horn-Lehe                                    |                            | Position | 11,4             | 16. März 1991        |
| Ruschdahlmoor                        | weitere Bilder | 12      | 165264    | Bremen-Burglesum                                    |                            | Position | 4,8              | 8. Oktober 1991      |
| Untere Wümme                         | weitere Bilder | 13      | 166001    | Bremen-Blockland, Bremen-Borgfeld, Bremen-Horn-Lehe |                            | Position | 148,5            | 8. Oktober 1991      |
| Werderland                           | weitere Bilder | 14      | 166248    | Bremen-Burglesum                                    |                            | Position | 330,7            | 18. Oktober 1996     |
| Weserportsee                         | weitere Bilder | 15      | 166264    | Bremen-Häfen (Überseehafengebiet Bremerhaven)       |                            | Position | 11,8             | 9. April 1994        |
| Ochtumniederung bei Brokhuchting     | weitere Bilder | 16      | 318904    | Bremen-Huchting, Bremen-Strom                       |                            | Position | 375              | 15. Dezember 1998    |
| Grambker Feldmarksee                 | weitere Bilder | 17      | 389749    | Bremen-Burglesum                                    |                            | Position | 22,6             | 1. Juli 2009         |
| Hochwasserschutzpolder               | weitere Bilder | 18      | 555588647 | Bremen-Häfen                                        |                            | Position | 84,7             | 3. April 2014        |
| Luneplate                            | weitere Bilder | 19      | 555595784 | Bremerhaven-Fischereihafen                          |                            | Position | 1438             | 17. Februar 2015     |
| Krietes Wald (Im Holze)              | weitere Bilder | 20      | 555595785 | Osterholz                                           |                            | Position | 8,3              | 30. Mai 2015         |

## Aufgelassene Naturschutzgebiete
- Sodenstich[1], Bremen-Borgfeld

## Quelle
- Der Senator für Stadtentwicklung und Umwelt, www.bauumwelt.bremen.de, Liste Naturschutzgebiete
- Common Database on Designated Areas Datenbank, Version 14